# Airspeed Envoy
Ейрспід AS.6 Енвой (англ. Airspeed AS.6 Envoy — «Посол») — британський легкий транспортний/поштовий літак середини 1930-х років. Використовувався багатьма цивільними операторами, а після початку Другої світової війни частина літаків була взята на військову службу.

## Історія розробки
Розробка літака почалась у кінці 1933 року як двомоторна версія одномоторного поштового AS.5 Courier під керівництвом Хесселя Тілтмана. Як і Courier, новий літак з індексом AS.6 мав дерев'яний фюзеляж із полотняним покриттям рухомих поверхонь і висувне шасі. Перший прототип здійнявся в повітря 26 червня 1934 року, і того ж року почалося серійне виробництво.
За час виробництва літак виготовлявся в трьох серіях:
- початкова серія I не мала закрилок на віддаленій частині крил;
- серія II мала розщеплені закрилки, які від елеронів на кінці крила, а також під фюзеляжем;
- серія III в цілому повторювала другу, але з деякими покращеннями.

Окрім цього, AS.6 могли оснащуватися цілим рядом різних двигунів.

## Модифікації
- AS.6 Envoy I — літаки першої серії з двигунами A.R.9[en] потужністю 200 к. с. (149 кВт). 5 побудовано.
- AS.6A Envoy I — літаки першої серії з двигунами Armstrong Siddeley Lynx IVC[en] потужністю 240 к. с. (179 кВт). 5 побудовано.
- AS.6D Envoy II — літаки другої серії з двигунами Wright R-760-E2 Whirlwind 7[en] потужністю 350 к. с. (261 кВт) 8 побудовано.
- AS.6E Envoy III — літаки третьої серії з двигунами Walter Castor[en] потужністю 340 к. с. (254 кВт) 5 побудовано.
- AS.6G — проєкт з двигунами Wolseley Scorpio[en] потужністю 250 к. с. (186 кВт)
- AS.6H Envoy — оснащувався двигунами Wolseley Aries[en] потужністю 225 к. с. (168 кВт). 1 побудовано
- AS.6J Envoy III літак третьої серії з Armstrong Siddeley Cheetah IX[en] потужністю 345 к. с. (257 кВт) 27 побудовано.
- Airspeed LXM — один імпортований у Японію для оцінки японським флотом.

## Історія використання

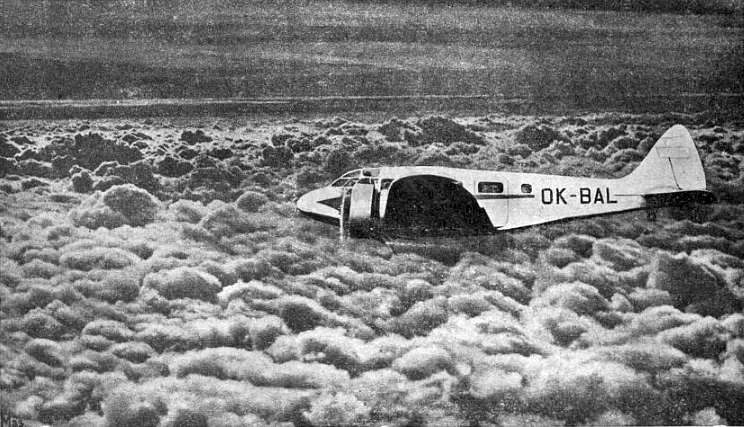
Чехословацький Envoy під час перельоту Прага-Москва. 1935 рік.

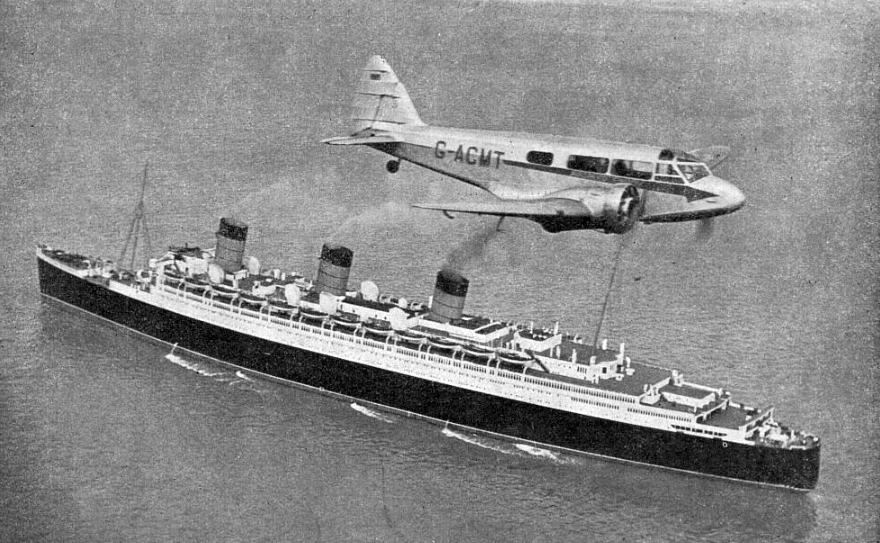
Airspeed Envoy над лайнером «Квін Мері». Травень 1936 року.

«Енвої» використовувались у цивільній авіації багатьох країн, зокрема Індії, Чехословаччини, Японії, Китаю і Франції. Військовими операторами літака стали ВПС і флотська авіація Великої Британії і ВПС Південної Африки. Окрім цього «Енвої» використовувались під час громадянської війни в Іспанії.
Перший «Енвой» третьої серії, який був прийнятий на озброєння Королівських ВПС, із цивільним позначенням G-AEXX, ввійшов в 32-гу королівську ескадрилью де використовувався для перевезення короля. Окрім нього, на озброєння було прийнято ще вісім літаків: шість «Енвоїв», один у складі флоту, використовувалися для зв'язку в метрополії, ще два в Індії. Після початку війни ще три літаки були забрані в цивільних операторів.
Південна Африка в 1936 році отримала 7 «Енвоїв», три з яких надійшли у ВПС, де були оснащені захисним озброєнням із двох кулеметів: одного курсового й одного турельного у хвості.

## Тактико-технічні характеристики
Дані з Consice Guide to British Aircraft of World War II

### Технічні характеристики
- Екіпаж: 1 особа
- Пасажиромісткість: 7 пасажирів
- Довжина: 10,52 м
- Висота: 2,9 м
- Розмах крила: 15,95 м
- Площа крила: 31,49 м²
- Маса порожнього: 1840 кг
- Максимальна злітна маса: 2858 кг
- Двигун: 2 × Armstrong Siddeley Cheetah IX
- Потужність: 2 × 350 к. с. (261 кВт)

### Льотні характеристики
- Максимальна швидкість: 338 км/год (на висоті 2225 м)
- Крейсерська швидкість: 290 км/год (на висоті 2050 м)
- Практична стеля: 6860 м
- Дальність польоту: 1046 км